# Indicatoridae
- Commons
- Wikispecies

Indicatoridae é uma família de aves da ordem Piciformes que compreende os indicadores,  espécies tropicais, encontradas na África e Ásia. Algumas espécies, quando caçadores de mel fazem uma determinada chamada, a ave faz o seu trabalho com incrível precisão, levando as pessoas a colmeias de abelhas escondidas.

## Gêneros
- Indicator Stephens, 1815, indicadores
- Melichneutes Reichenow, 1910, indicador-cauda-de-lira
- Melignomon Reichenow, 1898, indicadores
- Prodotiscus Sundevall, 1850, indicadores-elegantes[3]